# Finding Neverland
Finding Neverland is een Amerikaanse biografische dramafilm uit 2004 onder regie van Marc Forster. Het verhaal hierin is gebaseerd op het toneelstuk The Man Who Was Peter Pan van Allan Knee, dat op zijn beurt geïnspireerd werd door de ware gebeurtenissen die J.M. Barrie op het idee brachten om Peter Pan te schrijven. In de film wordt met verschillende feiten niettemin vrij omgesprongen waardoor de tijdstippen waarin sleutelgebeurtenissen plaatsvinden, soms jaren verschillen met de ware data.
Finding Neverland werd genomineerd voor zeven Oscars, waarvan die voor de filmmuziek van Jan A.P. Kaczmarek daadwerkelijk werd gewonnen. Daarnaast won de film ruim vijftien andere prijzen, waaronder de National Board of Review Awards voor beste film en beste filmmuziek en de Laterna Magica Prize op het Filmfestival van Venetië 2004.

## Verhaal
Sir James Matthew Barrie is begin 20e eeuw een succesvolle, maar met een creatieve dip kampende schrijver van toneelstukken. Tijdens de uitvoering van zijn meest recente pennenvrucht Little Mary vallen verschillende bezoekers in slaap. Anderen mopperen over de kwaliteit ervan. Een recensie in de krant is ook niet bepaald mals.
Om zijn zinnen te verzetten, gaat James met zijn hond Porthos wandelen in het park. Daar ontmoet hij weduwe Sylvia Llewelyn Davies en haar zonen George, Jack, Peter en Michael. Hun vader werd ziek en overleed kort daarop aan kaakkanker. James maakt kennis met Sylvia en bezorgt haar en haar zonen met zijn vertelsels en verzinsels een leuke middag. Ze spreken af het snel een keer over te doen. James vertelt thuis over zijn middag aan zijn echtgenote Mary Ansell. Zij herkent Sylvia's naam als één uit gegoede kringen en wil de familie daarom graag een keer uitnodigen voor een diner. Dit verloopt naar grote tevredenheid van Sylvia, haar kinderen en James, maar totaal niet naar de zin van zijn echtgenote en Sylvia's moeder Emma Du Maurier. Zij wensen geen herhaling, maar James blijft Sylvia en haar zonen ontmoeten en laat ze kennismaken met zijn fantasiewereld. Ze spelen samen onder meer dat ze cowboys zijn en piraten. In hun wereld is, met een beetje geloof en vertrouwen, alles mogelijk, leert James ze.
James krijgt tijdens zijn ontmoetingen met de familie Davies inspiratie en concrete ideeën om op te nemen in zijn volgende vertelling. De kleine Peter vraagt zich af wat James precies doet als hij aantekeningen zit te maken en daarom geeft James de jongen ook een schrijfboek. Hij moedigt hem aan hierin zijn fantasie de vrije loop te laten en alles wat hij graag zou willen daarin als waarheid op te schrijven. Voor Peter - die zijn vader enorm mist - werkt het schrijven therapeutisch, zodat hij zichzelf weer wat opener stelt voor plezier. James vertelt Sylvia dat hij, toen hij jong was, zelf zijn broer David verloor. Hij hield zichzelf toen voor dat die niet dood was, maar vertrokken was naar Neverland.
James' producent Charles Frohman vindt het huidige project van zijn schrijver allemaal erg vreemd klinken en heeft weinig vertrouwen in een goede afloop, helemaal niet na de eerste repetities. Niettemin laat hij hem zijn gang gaan.
Wanneer haar zonen een door Peter verzonnen toneelstukje thuis willen opvoeren voor Sylvia en James, schiet zij in een hoestbui waar ze niet meer uitkomt. James haalt er een dokter bij die een ziekenhuisonderzoek aanraadt. Zij wil daar absoluut niet van weten. Peter sluit zich hierdoor weer wat verder af. Hij ziet de geschiedenis rond zijn vader zich al herhalen. Terwijl het toneelstuk steeds verder vordert, gaat Sylvia's gezondheid fel achteruit en is ze steeds meer gedwongen in bed te blijven. Het wordt zo erg dat ze niet in staat is naar de opening van het toneelstuk Peter Pan te komen. Daar heeft James vrijplaatsen geregeld voor de Davies en een twintigtal weeskinderen. Nadat het stuk met veel waardering wordt ontvangen door zowel de kinderen als door de elitaire toneelgangers, neemt James de acteurs mee naar Sylvia's huis. Hier voeren ze het hele verhaal nog een keer op, speciaal voor de inmiddels doodzieke Sylvia en haar moeder.
Kort na de huiskameruitvoering overlijdt Sylvia. Haar moeder wil na de begrafenis met James spreken. Hoewel zij nooit veel met hem ophad, was hij erg belangrijk voor haar dochter. Sylvia blijkt voor haar overlijden te hebben geregeld dat de voogdij over haar jongens na haar sterven naar zowel haar moeder als naar James gaat. Emma vertelt hem dit, maar zegt bereid te zijn in haar eentje voor de jongens te zorgen als hij dit niet wil. Dat blijkt niet nodig. James accepteert de voogdij.

## Rolverdeling
- Johnny Depp: James Matthew Barrie
- Kate Winslet: Sylvia Llewelyn Davies
- Freddie Highmore: Peter Llewelyn Davies
- Luke Spill: Michael Llewelyn Davies
- Joe Prospero: Jack Llewelyn Davies
- Nick Roud: George Llewelyn Davies
- Radha Mitchell: Mary Ansell
- Julie Christie: Emma Du Maurier
- Dustin Hoffman: Charles Frohman
- Ian Hart: Arthur Conan Doyle
- Catherine Cusack: Sarah
- Kali Peacock: Emma
- Jonathan Cullen: Dr. Brighton
- Oliver Fox: Gilbert Cannan
- Mackenzie Crook Mr. Jaspers
- Eileen Essell: Mrs. Snow
- Jimmy Gardner: Mr. Snow
- Kelly Macdonald: "Peter Pan"
- Angus Barnett: "Nana" / Mr. Reilly
- Toby Jones: "Smee"
- Kate Maberly: "Wendy"
- Matt Green: "John"
- Catrin Rhys: "Michael Darling"
- Tim Potter: "Hook" / Lord Carlton
- Jane Booker: "Mrs. Darling"